# Mario Zanetti
Mario Zanetti (Chivasso, 11 agosto 1914 – ...) è stato un calciatore italiano, di ruolo attaccante.

## Caratteristiche tecniche
Giocava come ala.

## Carriera
Giocò in Serie A con la Pro Vercelli; in particolare, giocò una partita nella stagione 1933-1934 e 3 partite nella stagione 1934-1935.